# 佐々木小次郎

一乗滝にある佐々木小次郎像

佐々木 小次郎（ささき こじろう、生年不詳 - 慶長17年4月13日（1612年5月13日））は、安土桃山時代から江戸時代初期に実在したとされる剣客。剣豪として岩流（巖流、岸流、岸柳、岩龍とも）を名乗ったと言われる。ただし、出自については不明な点が多い。
宮本武蔵との巌流島での決闘で知られる。

## 伝承における生涯
出身については、豊前国田川郡副田庄（現在の福岡県田川郡添田町）の有力豪族佐々木氏のもとに生まれたという説がある他、1776年（安永5年）に熊本藩の豊田景英が編纂した『二天記』では越前国宇坂庄浄教寺村（現在の福井県福井市浄教寺町）と記されており、秘剣「燕返し」は福井にある一乗滝で身につけたとされている。生年は天正もしくは永禄年間とされる。
中条流富田勢源、あるいは富田勢源門下の鐘捲流の鐘捲自斎の弟子とされている。初め、安芸国の毛利氏に仕える。武者修行のため諸国を遍歴し、｢燕返し｣の剣法を案出、「岩流」と呼ばれる流派を創始。小倉藩の剣術師範となる。
1612年（慶長17年）、宮本武蔵と「舟島」（巌流島）での決闘に敗れ、死去。当時の年齢は、武蔵は29歳。小次郎は『二天記』が十八歳と記しているため、現代において巌流島に建てられている決闘の像や創作では美青年と描かれているが、出生年が不明のため定かではない。武蔵よりも年上の老人であったとの見解もある。江戸時代後期の1840年代に描かれた一猛斎芳虎『九州岸柳島において宮本無三四佐々木岸柳仕合之図』でも中年のような容姿とされている。作家の浅野史拡（『真説 巌流島』著者）は、富田勢源に師事したことなどから、『二天記』の「十八歳」は他の史料を参照した際に「七八歳」を誤写した可能性を指摘している。

## 「巖流島の決闘」

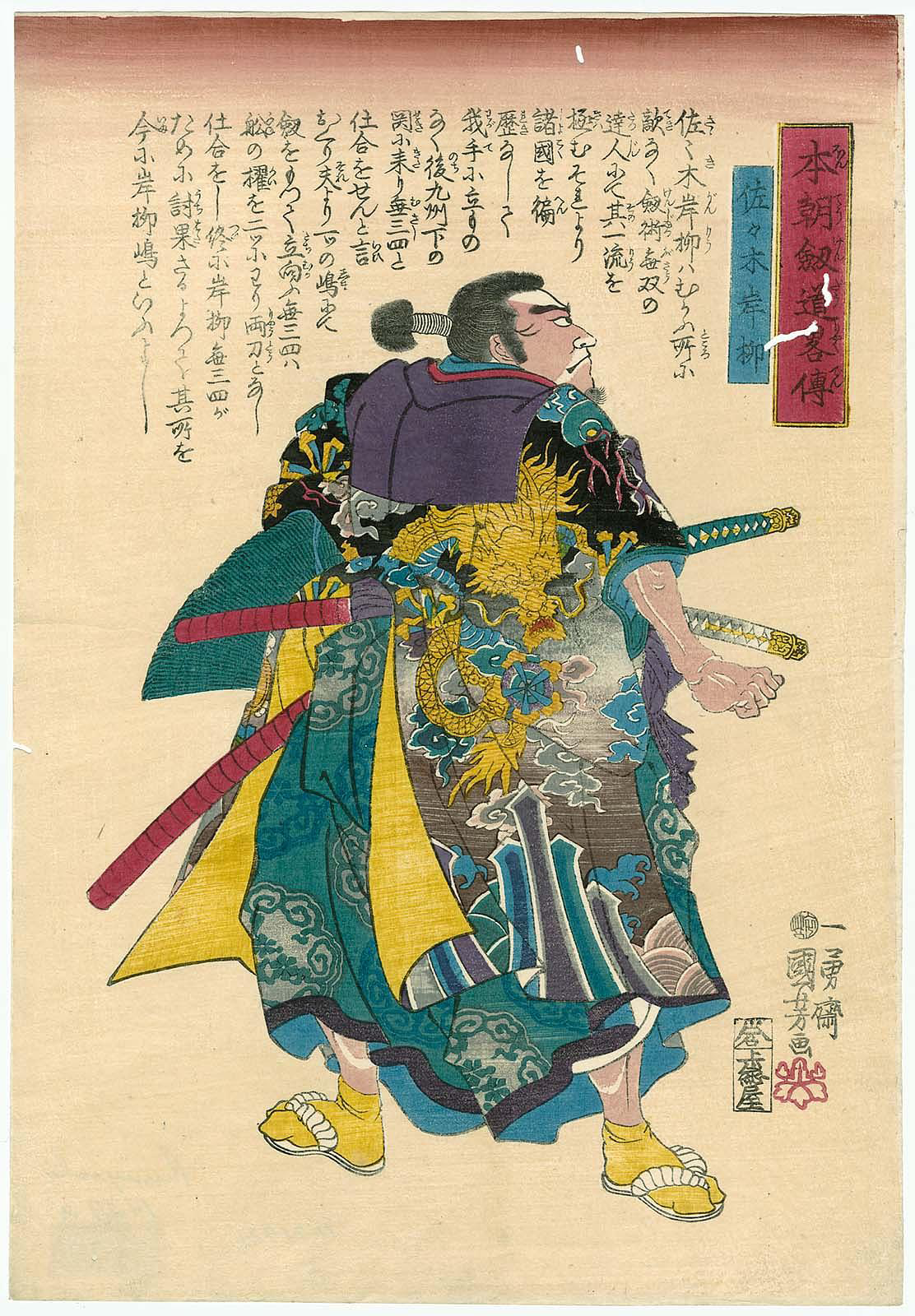
佐々木小次郎（佐々木小次郎）歌川国芳（1845）

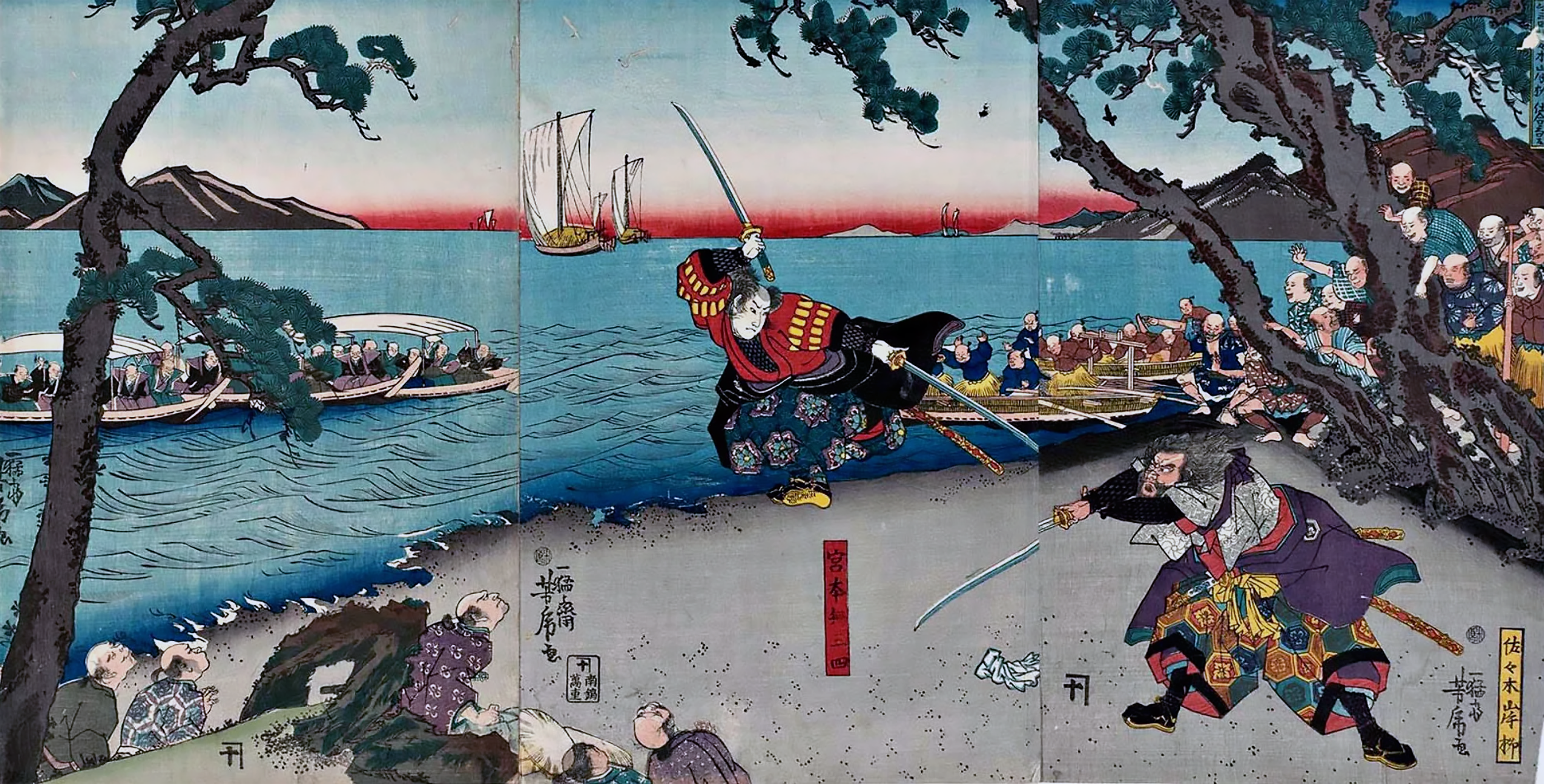
宮本武蔵と佐々木小次郎が巌流島で決闘（1612）

巌流島に設置されている宮本武蔵・佐々木小次郎の銅像。左が小次郎像、右が武蔵像。

武蔵と決闘した「舟島」は「巖流島」と名を変えられ、この勝負はのちに「巖流島の決闘」と呼ばれるようになった。吉川英治の小説『宮本武蔵』では、「武蔵が決闘にわざと遅れた」となっているが、これは『武公伝』に材を採った吉川の創作である。
武蔵の養子である宮本伊織が、武蔵の死後9年目に建立した小倉の顕彰碑『小倉碑文』（1654年）によると、「岩流」は「三尺の白刃」を手にして決闘に挑み、武蔵は「木刃の一撃」でこれを倒したとある。このときの武蔵の必殺の一撃は「電光猶ほ遅きが如し」と表現されている。また碑文には「両雄同時に相会し」とあり、武蔵は遅刻していない。
ただし、豊前国の細川家小倉藩家老で門司城代の沼田延元の家人による『沼田家記』（沼田延元の生誕から死去までを記した一代記、1672年完成）によると、武蔵は「小次郎」なる岩流の使い手との決闘の際、一対一の約束に反して弟子四人を引き連れ巌流島に渡り、決闘では武蔵は小次郎を仕留めることができず、小次郎はしばらく後に息を吹き返し、その後に武蔵の弟子らに撲殺されたとある。小次郎の弟子らは決闘の真相を知り、反感を抱いて武蔵を襲撃するが、門司城に逃げ込み、城代沼田の助けにより武蔵は無事落ち延びたとあり、武蔵をかくまったという沼田延元の美談の一つとして武蔵のエピソードが紹介されている。決闘に至った理由も、弟子らが互いの師の優劣で揉めたことが発端と記されており、門人らの争いが一連の騒動を引き起こしたとされている。
関係者が全て死去した後に書かれた武蔵の伝記『二天記』（1776年）の本文では「岩流小次郎」、注釈では「佐々木小次郎」という名になっており、この決闘で刃長3尺余（約1メートル）の野太刀「備前長光(びぜんながみつ)」を使用、武蔵は滞在先の問屋で貰った艫を削った大きめの木刀を使い、これを破ったとある。
熊沢淡庵の『武将感状記』では、武蔵は細川忠利（小倉藩主）に仕えて京から小倉に赴く途中で「岸流」もしくは「岩流」（併記）から挑戦を受け、下関での決闘を約したとなっている。こちらでは、武蔵は乗っていた船の棹師からもらった櫂を二つに割り、手許を削って二尺五寸の長い木刀と、一尺八寸の短い木刀を拵えたとある。
古川古松軒の『西遊雑記』（1783年）では、一対一の約束を「宮本武蔵の介」が破って門人数人を連れて舟島に渡ったのを見た浦人たちが「佐々木岩龍」もしくは「岸龍」をとどめたが、「武士が約束を破るは恥辱」とこれに一人で挑む。しかし武蔵には4人の門人が加勢していて、ついに岩龍は討たれてしまう。浦人たちは岩龍の義心に感じてこの舟島に墓を作り冥福を祈り、それ以来ここを「岩龍島」と呼ぶようになった、とある。
なお、決闘で使用した剣は、『江海風帆草』（1704年）では「青江」、『本朝武芸小伝』（1714年）では「物干ざほ（ざお）」（自ら名付けたものと書かれる）とされ、大抵は「三尺」「三尺余」と説明される。

## 姓名について
『小倉碑文』には、小次郎の名は「岩流（巖流）」としか書かれておらず、前述の『沼田家記』には「小次郎」（初出）とのみ書かれるなど、文献によって姓名にばらつきがある。「佐々木小次郎」が揃うのは、武蔵の死後130年経った1776年に書かれた『二天記』の注釈（本文では「岩流小次郎」で、名乗りなのか剣号なのか不明）である。より古い史料には佐々木姓は見られず、『二天記』が準拠した『武公伝』（1755年）では「巌流小次良」「巌流小次郎」となっている。
魚住孝至は『宮本武蔵』で、佐々木姓は『二天記』の40年前、1737年に上演された狂言の『敵討巖流島』に登場する「佐々木巖流」から名を採ったものであろうと推察している。なお、1746年上演の浄瑠璃『花筏巌流島』には「佐々木巌流」、1774年の浄瑠璃『花襷会稽褐布染』には「佐崎巌流」が登場するなど、『二天記』が書かれる頃には「ささき」姓が広まっていた。
姓は佐々木の他に『丹治峯均筆記』（1727年）では「津田」と記され、黒田藩の重臣である小河家の文書には「渡辺」と記されている。また、『江海風帆草』の「上田宗入」、『岩流剣術秘書』の「多田市郎」など、「佐々木」でも「小次郎」でもない姓名も知られている。

## 没年齢について
死没日を慶長17年4月13日とする通説は、『二天記』における決闘の日付に基づいている。『二天記』には巖流島での決闘時の年齢は18歳であったと記されているが、このような記述は『二天記』の元になった『武公伝』にはなく、巖流が18歳で流派を立てたという記述を書き改めたものらしい。また生前の勢源と出会うには、決闘時に最低でも50歳以上、直弟子であれば相当の老人と考えられ、「七」の誤記ではないかとも言われている。鐘捲自斎の弟子であったとすればそれほどの老齢ではないにせよ、宮本武蔵よりは年長であった可能性が高い。70歳を既に過ぎていたという説もある。

## 小次郎にまつわる名所
北九州市小倉北区の手向山公園には、1950年に村上元三の『佐々木小次郎』が完成した記念に「小次郎の碑」が建てられている。
吉川英治の小説『宮本武蔵』では、山口県にある錦帯橋を、小次郎が「燕返し」を編み出した場所としており、付近の柳には「巌流ゆかりの柳」の標柱も設置されている。実際にはこの橋は「巖流島の決闘」の60年後に作られたもので、その「燕返し」は「虎切」と呼ばれる剣法の型であり、全て吉川の創作である。
1956年の東宝映画『宮本武蔵完結編 決闘巖流島』では、稲垣浩監督は静岡県南伊豆の今井浜にコンクリートの岩を仮設して「巖流島の決闘」を撮った。この人造岩は観光課の要望でそのまま残され、その後は観光地となっていた。
山口県岩国市の吉香公園や、福井県の一乗滝には小次郎の銅像、山口県阿武町大字福田には小次郎のものと伝承される墓がある（阿武町役場 佐々木小次郎の墓）。

## 登場作品

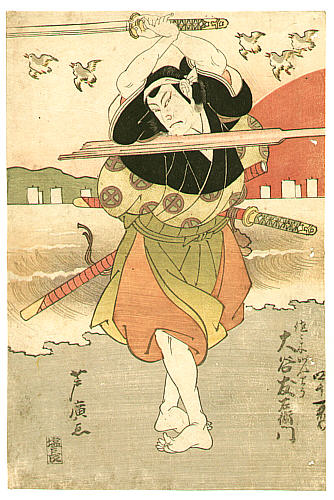
大谷友右衛門演ずる『敵討巌流島』の佐々木巌流（芦広画）

宮本武蔵を主人公とした映画、TVドラマなどで登場することが多い。

### 楽曲
『小次郎無情』
日本コロムビアから発売された吟詠家　貴船翠風の歌謡吟詠。

### 小説
『佐々木小次郎』
1950年の村上元三の新聞連載小説。幾度も映画化された。
『宮本武蔵』
1935年の吉川英治の新聞連載小説。武蔵と小次郎の名を一気に有名にさせた。ここでは小次郎は周防国岩国（現在の山口県岩国市）の出身とされている。

### 映画
佐々木小次郎役を多数の俳優が演じて、どれも美丈夫のイメージである。ただし武蔵を主人公とする作品が多く、小次郎を主役とした作品は少ない。

#### 小次郎を主役とした映画
- 佐々木小次郎（1950年、東宝、監督：稲垣浩 演：大谷友右衛門（7代目））
- 続佐々木小次郎（1951年、東宝、監督：稲垣浩 演：大谷友右衛門（7代目））
- 完結佐々木小次郎（1951年、東宝、監督：稲垣浩 演：大谷友右衛門（7代目））
- 佐々木小次郎 前篇（1957年、東映、監督：佐伯清 演：東千代之介）
- 佐々木小次郎 後編（1957年、東映、 監督：佐伯清 演：東千代之介）
- 佐々木小次郎（1967年4月1日、東宝、監督：稲垣浩 演：尾上菊之助）

#### 武蔵を主役とした映画
- 宮本武蔵　第一部・草分の人々（1940年、日活、監督：稲垣浩、演：月形龍之介[5])
- 宮本武蔵 第二部・栄達の門（1940年、日活、監督：稲垣浩、演：月形龍之介)[6]
- 宮本武蔵 第三部・剣心一路（1940年、日活、監督：稲垣浩、演：月形龍之介)
- 宮本武蔵 一乗寺決闘（1942年、日活、監督：稲垣浩、演：不明) [7]
- 続宮本武蔵 一乗寺の決斗（（1955年、東宝、監督：稲垣浩、演：鶴田浩二）
- 宮本武蔵 完結篇 決闘巌流島（1956年、東宝、監督：稲垣浩、演：鶴田浩二）
- 二人の武蔵（1960年、大映、監督：渡辺邦男、原作：五味康祐、演：勝新太郎）
- 宮本武蔵 二刀流開眼（1963年、東映、監督：内田吐夢、原作：吉川英治、演：高倉健）
- 宮本武蔵 一乗寺の決斗（1964年、東映、監督：内田吐夢、原作：吉川英治、演：高倉健）
- 宮本武蔵 巌流島の決斗（1965年、東映、監督：内田吐夢、原作：吉川英治、演：高倉健）
- 宮本武蔵（1973年、松竹、監督：加藤泰、原作：吉川英治、演：田宮二郎）
- 武蔵 -むさし-（2019年、アークエンタテインメント、監督：三上康雄、演：松平健）

#### その他
- 魔界転生（1981年、演：白井滋郎）
- 巌流島 GANRYUJIMA（2003年、監督：千葉誠治 演：西村雅彦）

### TVドラマ

#### 小次郎を主役としたドラマ
- 佐々木小次郎（1957年、NHK、演：大谷友右衛門（7代目））前後編
- 佐々木小次郎（1962年、大阪YTV、演：入川保則）全26回
- 佐々木小次郎（1965年、大阪MBS、演：東千代之介）全26回
- 巌流島 小次郎と武蔵（1992年、NHK正月時代劇、演：渡辺謙）

#### 武蔵を主役としたドラマ
- 宮本武蔵（1957年-1958年、日本テレビ、演：木村功）
- 宮本武蔵（1961年、フジテレビ、演：仲谷昇）
- それからの武蔵（1964年-1965年、毎日放送、原作：小山勝清、演：東千代之介）
- 宮本武蔵（1965年、日本テレビ、演：中谷一郎）
- 宮本武蔵（1970年、NET、演：山﨑努）
- 宮本武蔵（1975年、フジテレビ、歌舞伎座テレビ映画部・関西テレビ製作、演：浜畑賢吉）
- 二人の武蔵（1981年、フジテレビ、原作：五味康祐、演：東千代之介）
- 宮本武蔵（1984年、NHK新大型時代劇、原作：吉川英治 演：中康次）
- 宮本武蔵（1990年、テレビ東京12時間超ワイドドラマ、原作：吉川英治、演：村上弘明）
- 徳川剣豪伝 それからの武蔵（1996年、テレビ東京12時間超ワイドドラマ、原作：小山勝清、演：宅麻伸）
- 宮本武蔵（2001年1月2日、テレビ東京新世紀ワイド時代劇、原作：吉川英治、演：吉田栄作）
- 武蔵 MUSASHI（2003年、NHK大河ドラマ、原作：吉川英治、演：松岡昌宏）
- 宮本武蔵（2014年、テレビ朝日開局55周年記念ドラマスペシャル、原作：吉川英治、演：沢村一樹）

### 舞台
- ムサシ（作：井上ひさし、演出：蜷川幸雄、演：小栗旬、勝地涼、溝端淳平）

### 漫画・アニメ
- バガボンド（原作：吉川英治 画：井上雄彦）
- GANRYU（下記のプロトタイプ）
- ガンリュウ（山根和俊）
- YAIBA（青山剛昌）
- からくり剣豪伝ムサシロード
- 増田こうすけ劇場　ギャグマンガ日和
- 終末のワルキューレ

### コンピューターゲーム
- 剣豪シリーズ（元気）
- 信長の野望シリーズ（コーエー）
- 太閤立志伝シリーズ（コーエー）
- 戦国無双シリーズ（コーエー）
- 無双OROCHIシリーズ（コーエー）
- THE 合戦 関ヶ原（ディースリー・パブリッシャー）
- 悪代官2 妄想伝（グローバル・A・エンタテインメント）
- 江戸もの（グローバル・A・エンタテインメント）
- 龍が如く 見参!（セガ）
- 仁王（コーエー）
- 鬼斬 (サイバーステップ)

### アーケードゲーム
- LORD of VERMILIONRe:2（スクウェア・エニックス）